# Oh, God! Book 2
Série
Bon Dieu
(1977) Oh, God! You Devil!
(1984)
Pour plus de détails, voir Fiche technique et Distribution.
Oh, God! Book 2 (Oh, God! Book II) est une comédie américaine fantastique réalisée par Gilbert Cates, sorti en 1980 et qui constitue la suite de Bon Dieu (Oh, God!), sorti trois ans auparavant.

## Synopsis
Dieu fait appel à une jeune fille de 11 ans pour porter sa parole auprès des jeunes. Celle-ci trouve un slogan « Think God », qui commence à avoir de l'effet auprès de ses camarades. Toutefois, devant ce qu'ils considèrent comme un comportement obsessionnel et troublant, ses parents pensent qu'elle a des problèmes psychologiques, ce que semblent confirmer les spécialistes consultés. Dieu est le seul à pouvoir alors lui venir en aide...

## Fiche technique
- Titre : Oh, God! Book 2
- Titre original : Oh, God! Book II
- Réalisation : Gilbert Cates
- Scénario : Josh Greenfeld, Hal Goldman, Fred S. Fox, Seaman Jacobs, Melissa Miller, d'après le livre d'Avery Corman
- Production : Gilbert Cates
- Musique : Charles Fox
- Photographie : Ralph Woolsey
- Montage : Peter E. Berger
- Direction artistique : E. Preston Ames
- Costumes : Vicki Sánchez
- Chef-décorateur : R. Chris Westlund
- Pays de production : États-Unis
- Langue : anglais
- Genre : fantastique/comédie
- Durée : 94 minutes
- Date de sortie :
  - États-Unis : 3 octobre 1980

## Distribution
- George Burns : God
- Suzanne Pleshette : Paula Richards
- David Birney : Don Richards
- Louanne Sirota : Tracy Richards
- John Louie : Shingo
- Wilfrid Hyde-White : Juge Thomas Miller
- Conrad Janis : Charles Benson, directeur de l'école
- Hugh Downs : Présentateur de télévision
- Edie McClurg : Secrétaire du directeur

## Distinctions
- Nomination au Saturn Award du meilleur film fantastique 1981
- Nomination au Saturn Award de la meilleure actrice 1981 (Louanne Sirota)

## Série de films
Ce film est la suite de Bon Dieu (Oh, God!) réalisé par Carl Reiner, sorti en 1977, et précède le troisième volet, Oh, God! You Devil! sorti en 1984 et réalisé par Paul Bogart)